# Río Albaida
El río Albaida es un río del este de la península ibérica, afluente del río Júcar por su margen derecha, que discurre íntegramente por la provincia de Valencia, España. 

## Curso
Nace en las laderas de la Sierra de Benicadell, en el paraje conocido como Font de Fontanars (Fuente de Fontanares), aguas arriba de la ciudad de Albaida, en el puerto del mismo nombre, hacia el sur de la provincia de Valencia.
Cruza de sur a norte la comarca del Valle de Albaida, comarca que, a su vez, debe su nombre a este río. A lo largo de su recorrido atraviesa los términos municipales de: Albaida, Bufali, Palomar, Alfarrasí, Montaberner, Otos, Benisuera, Sempere, Guadasequies, Bellús, Benigànim, Genovés, Játiva (y su pedanía de Torre de Lloris), Manuel, Señera, y Villanueva de Castellón, donde desemboca en el río Júcar. En el municipio de Montaberner se le une por su margen izquierda el río Clariano. Desde aquí discurre unos 3 km hacia el NO, formando el embalse, pantano o presa de Bellús, construida en 1995, y que abarca parte de los términos municipales de Benisuera, Otos, Sempere, Guadasequies, Bellús i Benigànim
Su trazado es curvilíneo debido a la presencia de numerosos accidentes geográficos que debe sortear (Cueva Negra, Ambastida, el Puig, Alto de Requena, el Cabezo, etc.).
Entra en la comarca de la Costera atravesando la "Sierra Grosa" por el llamado "estrecho de las aguas" ("estret de les aigües"). A la altura de la pedanía de Játiva llamada Torre de Llorís está el azud del que deriva por su derecha la mayor acequia de riego de toda su cuenca "la comuna de Énova" que da riego a más de 2600 hectáreas en los términos de Manuel, Énova, Rafelguaraf, Puebla Larga, San Juan de Énova, Señera y Villanueva de Castellón.
En la partida de "les Foies velles" o "dels frares" se le une por la margen izquierda el río Cáñoles. Continúa el río y pasa a la llanura de la Ribera Alta, junto a la localidad de Señera donde desemboca en el Júcar entre Alberique y Villanueva de Castellón, en un paraje denominado 'la gola' o 'el trencall'; (frente al antiguo poblado de Alcocer, hoy desaparecido). 
Tiene una longitud de 47 km y sus principales afluentes son el Clariano y el río Cáñoles.